# Pola Beck

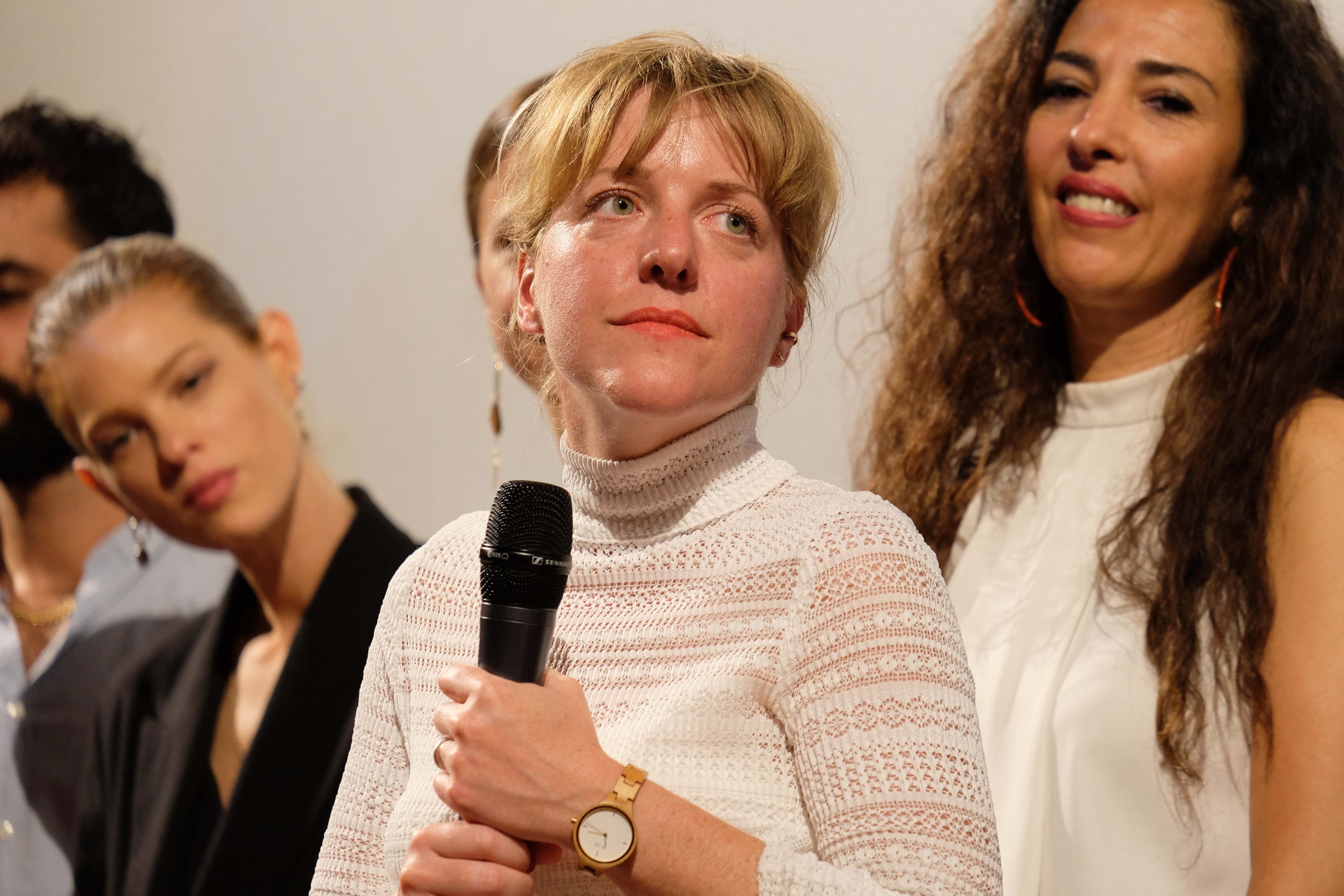
Pola Beck (2022)

Pola Schirin Beck (* 1982 in West-Berlin) ist eine deutsche Filmregisseurin und Drehbuchautorin.

## Leben
Pola Beck ist in West-Berlin groß geworden und hat eine Zwillingsschwester, die Künstlerin und Illustratorin Tiziana Jill Beck.
Nach diversen Jobs und Praktika in der Filmbranche folgte 2003 ein einjähriger Aufenthalt in Dänemark auf dem European Film College. Von 2005 bis 2011 absolvierte Beck ein Regiestudium an der Filmhochschule Konrad Wolf und drehte in Dänemark, Mexiko und im Iran Dokumentar- und Spielfilme. Ihr erster fertiggestellter Kurzfilm an der Filmschule wurde 2008 auf der Berlinale in der Reihe „Perspektive Deutsches Kino“ vorgeführt.
Beck beschäftigt sich mit der Frage, was gute Schauspielführung bedeutet, und hat dafür bei dem Schauspielcoach Frank Betzelt hospitiert und dem Thema ihre Diplomarbeit gewidmet. Ihr Langfilmdebüt Am Himmel der Tag gewann das Goldene Auge auf dem Zurich Film Festival und wurde seitdem mehrfach preisgekrönt. Die Hauptdarstellerin des Films, Aylin Tezel, erhielt für ihre Darstellung als Lara Pielot 2012 den Preis als Beste Schauspielerin beim 30. Torino Film Festival, 2013 den Deutschen Schauspielerpreis in der Kategorie Beste Schauspielerin Nachwuchs und den Preis für Bestes Schauspiel beim 42. Sehsüchte-Filmfestival.
Pola Beck entwickelt derzeit neue Kino- und Fernsehprojekte und arbeitet als Gast-Dozentin an einer Berliner Schauspielschule.

## Filmografie
- 2004: Five to Six (Kurzfilm, Regie und Drehbuch)
- 2005: Sternstunden (Kurzdokumentarfilm)
- 2008: In Deiner Haut (Kurzfilm, Regie und Drehbuch)
- 2010: Teheran Kitchen (Kurzdokumentarfilm)
- 2010: Der Kreis in dem sie reist (Kurzfilm, Regie und Drehbuch)
- 2012: Am Himmel der Tag (Kinofilm, Regie)
- 2017: Kleptomami (Kurzfilm, Regie und Drehbuch)
- 2018: Druck (Regie)
- 2020: Das letzte Wort (Netflix, Regie, drei Folgen)
- 2020: Liebe. Jetzt! (ZDFneo, Regie, drei Folgen)
- 2022: Der Russe ist einer, der Birken liebt (Kinofilm, Regie)
- 2023: Tender Hearts (Sky, Regie)

## Auszeichnungen
- 2010: Förderpreis bei den Flensburger Filmtagen für Teheran Kitchen
- 2012: Bester Dokumentarfilm beim Kurzfilmfestival Interfilm für Teheran Kitchen
- 2012: Goldenes Auge, Hauptpreis, Zurich Film Festival für Am Himmel der Tag
- 2012: Förderpreis bei den Internationalen Hofer Filmtagen für Am Himmel der Tag
- 2012: Förderpreis der DEFA-Stiftung für Am Himmel der Tag
- 2013: Hessischer Filmpreis für Am Himmel der Tag
- 2018: Internationales Filmfest Emden-Norderney – Ostfriesischer Kurzfilmpreis (2. Platz) für Kleptomami[6]